# Fragekontexteffekt
Der Fragekontexteffekt (auch: Reihenfolge-Effekt,  Fragereiheneffekt oder Positionseffekt) ist in der  empirischen Sozialforschung eine besondere Verzerrung, bei der die Reihenfolge der gestellten Frage in einem Fragebogen einen Einfluss auf die Interpretation und die Bewertung der Fragen seitens des Befragten hat. 
Die Beantwortung einer Frage kann wesentlich durch die vorangegangenen Fragen beeinflusst sein. Es handelt sich somit um eine systematische Verzerrung. Um einen solchen Fragekontexteffekt zu identifizieren, kann die Reihenfolge der Fragen im Pretest oder in einem Split ballot (gegabelte Befragung) variiert werden. Dadurch erhöht sich jedoch auch der Aufwand in der Fragebogenkonstruktion.
Um die Reihenfolge von Items innerhalb einer Frage zu variieren, benutzt man Techniken der Itemrotation und Randomisierung.